# مركز شمسي ضيائي

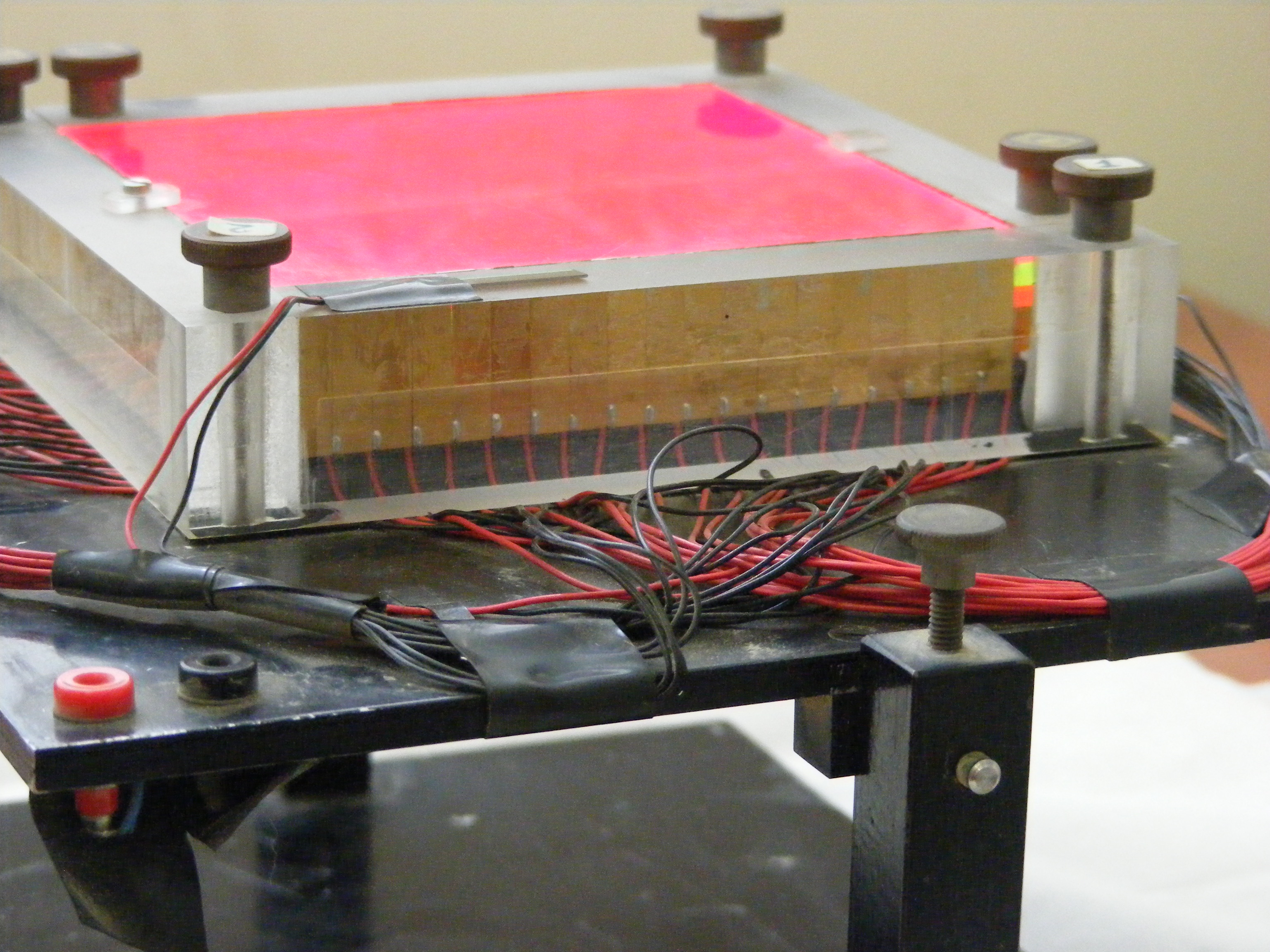
مركز شمسي ضيائي

المركّز الشمسي الضيائي (اختصاراً LSC) هو جهاز يقوم بتركيز الإشعاع، وخاصة الإشعاع الشمسي غير المؤين للحصول على الكهرباء. وهي بذلك تعتمد تجميع الإشعاع فوق مساحة كبيرة، ثم بتحويله عبر خاصية الفلورية.

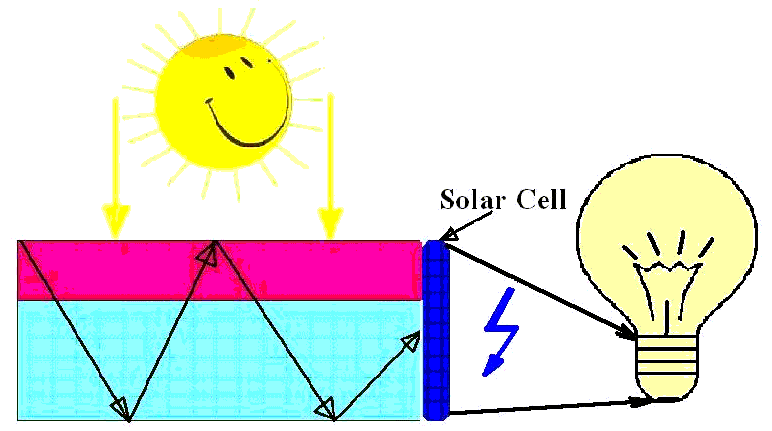
مخطط لمبدأ عمل المركز الشمسي الضيائي

يعتمد تصميم المركّز الشمسي الضيائي على وجود طبقات مسطحة رقيقة ومتناوبة من مواد ضيائية ومواد شفافة، وبجعلها تقابل مصدر الضياء.